# Castillo de Olite (1938)
El Castillo de Olite fue un crucero auxiliar usado como transporte de tropas, que fue hundido por una de las baterías de defensa costera de Cartagena en los últimos días de la guerra civil española. Con 1476 fallecidos, (datos actuales estiman la cifra por encima de 2000 fallecidos) es el naufragio más mortífero de la historia de España.

## Historial

### Servicios anteriores
El buque fue construido como mercante en el año 1921 por los astilleros Rotterdamsche Droogdok Maatschappij (RDM), en Rótterdam (Países Bajos).
Su primer nombre fue el de Zaandijk y lo portó entre 1921 y 1929, como propiedad de la naviera holandesa Solleveld Van der Meer & T.H. Van Hattum, que lo destinó al transporte de mercancías en su línea con Java y Sumatra.
Fue vendido a otra empresa que lo bautizó Akedemik Paulo, con la que navegó entre 1929 y 1932, y volvió a ser vendido a la naviera holandesa Nederlandsche Lloyd, que lo rebautizó Zwaterwater, y con la que navegó desde 1932 hasta 1936.
En 1936, fue adquirido por la Unión Soviética, que lo rebautizó Postishev para honrar al político comunista ucraniano Pavel Postishev, hasta que el 31 de mayo de 1938 fue capturado en el Estrecho de Gibraltar, mientras transportaba un cargamento de carbón durante la guerra civil española, por el crucero auxiliar del bando sublevado Vicente Puchol, un buque de la compañía Trasmediterránea que había sido asignado a la armada en 1936.
Fue armado en la factoría de Echevarrieta y Larrinaga, en Cádiz, donde el Vicente Puchol recibió un cañón de 120 mm, a popa, dos de 101,6 mm, otros dos de 47 mm y uno de 57 mm, que le sería sustituido en 1937 al ser convertido en Crucero auxiliar después de una primera fase como minador, para lo cual le fue emplazado a popa un carro de lanzamiento de minas, de las que podía transportar un máximo de 60 unidades. Tras su captura fue trasladado a Cádiz.
Fue incorporado a la marina de Guerra por orden de 1 de noviembre de 1938 y quedó rebautizado como Castillo de Olite, nombre en referencia al Palacio Real de Olite.

### Hundimiento
Tras conocerse la sublevación de Cartagena en los últimos días de la guerra civil española y la petición de ayuda de estos sublevados, los militares franquistas organizaron el envío inmediato de tropas a esta ciudad, en cuyo puerto aún estaba atracada la todavía importante flota republicana. Con este fin zarparon desde Castellón y Málaga más de 30 buques entre transportes y buques de guerra, que debían transportar a más de 20 000 hombres con apenas 48 horas de preparación.
Mientras tanto, la 206.ª Brigada Mixta, una unidad de élite de las fuerzas republicanas, había reconquistado Cartagena. Aunque no lo consiguieron a tiempo para evitar la huida el 5 de marzo del grueso de la escuadra republicana con rumbo a Bizerta (Túnez), sí pudieron tomar algunas de la baterías de costa sublevadas e impedir el desembarco.
Los buques de la flota franquista regresaron a sus puntos de partida, excepto el Castillo de Olite, que con la radio averiada, siguió navegando con rumbo a Cartagena, donde fue hundido el 7 de marzo de 1939 por un impacto directo en la santabárbara procedente de uno de los tres cañones Vickers cal. 152,4/50 (6”). de la batería de defensa costera de La Parajola. Al mando de la batería que efectuó el disparo que hundió el buque se encontraba el capitán Fernando López-Cantimilitar profesional. Fernando López-Canti fue el oficial al mando que libero Cartagena al final de la guerra civil Española.
De los 2112 hombres que había a bordo, 1476 murieron, 342 fueron heridos y 294 fueron hechos prisioneros en Fuente Álamo de Murcia, siendo el mayor número de víctimas mortales en el hundimiento de un solo buque en la historia de España.
En los primeros auxilios a los supervivientes se destacaron la farera de la Isla de Escombreras , María del Carmen Hevia de Saavedra, oriunda de Galicia como la mayoría de los soldados que habían naufragado, los pescadores de Escombreras que con las embarcaciones recogieron a los náufragos, y el médico de Alumbres y Escombreras, D. Luciano Estrada, que improvisó un puesto de socorro en un almacén, donde trabajó horas hasta la extenuación, ayudado por el practicante Eduardo Cañabate Navarro y el capitán médico del II batallón, José María Díaz Flores, que se unió al puesto de socorro.
En el momento de su hundimiento, el Castillo de Olite llevaba a bordo, bajo el mando del jefe de la fuerza expedicionaria, el teniente coronel José Hernández Arteaga las siguientes unidades:
- Segundo y tercer batallón del Regimiento de Infantería Zamora n.º 29
- Un grupo de tres baterías de 100 mm/17 del Regimiento de Artillería n.º 48
- Un grupo de transmisiones
- Un tribunal jurídico militar, cuyo jefe era el coronel auditor Antonio Martín de la Escalera
- Plana Mayor del 11.º Regimiento de la 83.ª División
- Una sección de transmisiones
- Falange Naval